# Vilatge de Palmavera
El vilatge de Palmavera (en italià: Complesso nuragico di Palmavera) és un jaciment arqueològic ubicat en el municipi de L'Alguer (Sardenya). Es classifica com un complex nurag, que consta de diverses torres unides entre si.

## Història i descripció
Encara que les excavacions efectuades afecten menys d'un terç del complex, ja es pot reconèixer tres fases de construcció.

### Primera fase

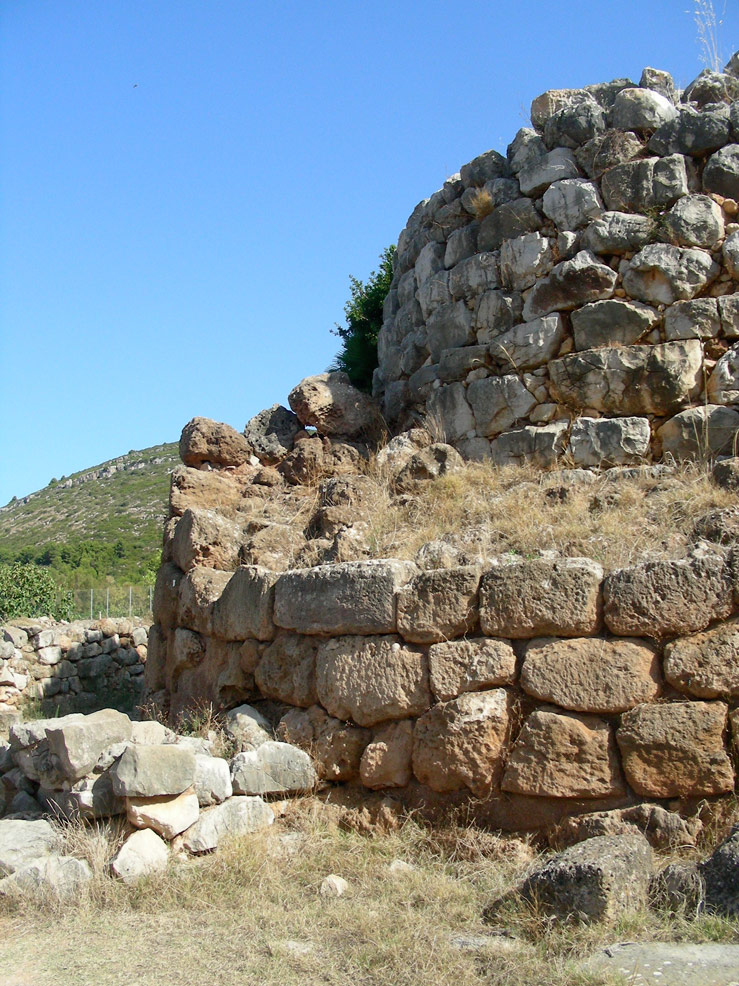
La torre més antiga en pedra calcària

La torre principal es remunta a la primera fase (segles XV i XIV aC); conserva la sala central coberta per tolos i construïda amb pedres calcàries. La torre és de tipus arcaic, amb entrada lliure per passatges laterals i a l'interior nínxols a penes excavats en les parets de la sala principal. Havien d'estar presents també algunes cabanyes fora del nurag.

### Segona fase
A la segona fase (primera meitat del segle ix aC), es va afegir una segona torre junt a la torre anterior, amb blocs de pedra arenosa. Les dues torres es comuniquen a través d'un pati interior i un passadís amb nínxols. També es va fer la cabanya de reunió, equipada amb un seient de pedra que s'estén al llarg de tot el perímetre, interromput per un dipòsit fet de lloses de pedra, de funció desconeguda, i un seient rodó de pedra, per al cap, al costat d'un nínxol en la paret. En el centre de la cabanya, en un altar circular, es troba un model d'una torre nurag de gres (l'original es conserva al Museu Nacional d'Arqueologia i Etnografia GA Sanna a Sàsser, reemplaçat en el lloc d'origen per una còpia). En aquesta època, es van construir altres cabanyes més grans en el vilatge.

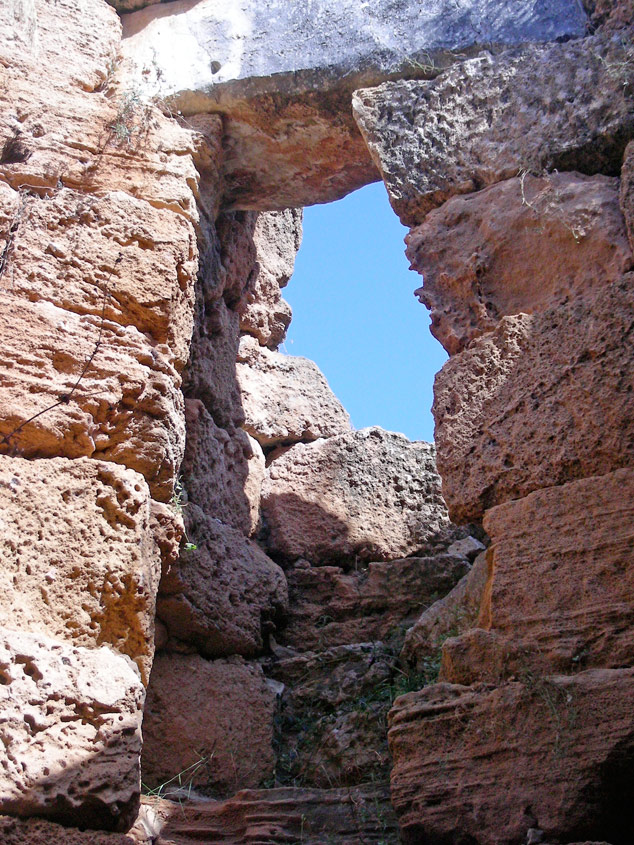
Porta amb graons al pis superior a través del pati interior
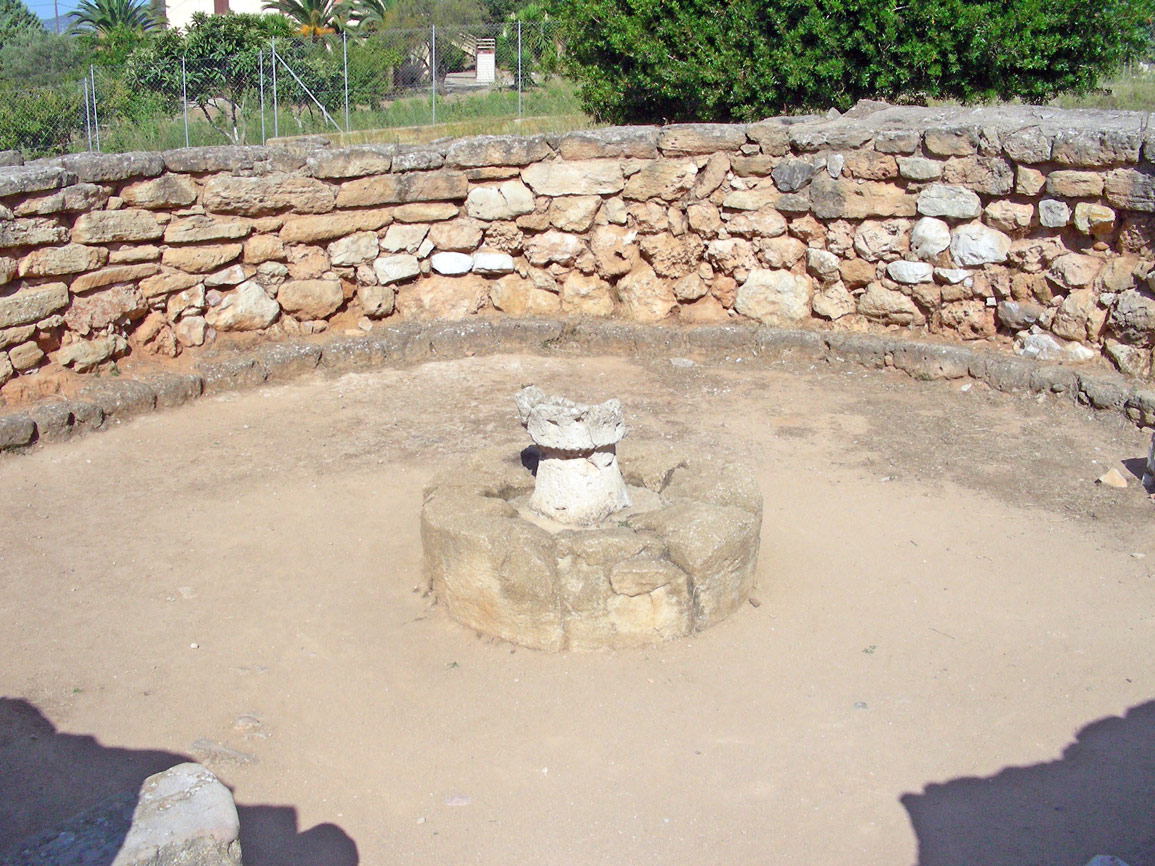
Interior de la cabanya de reunió
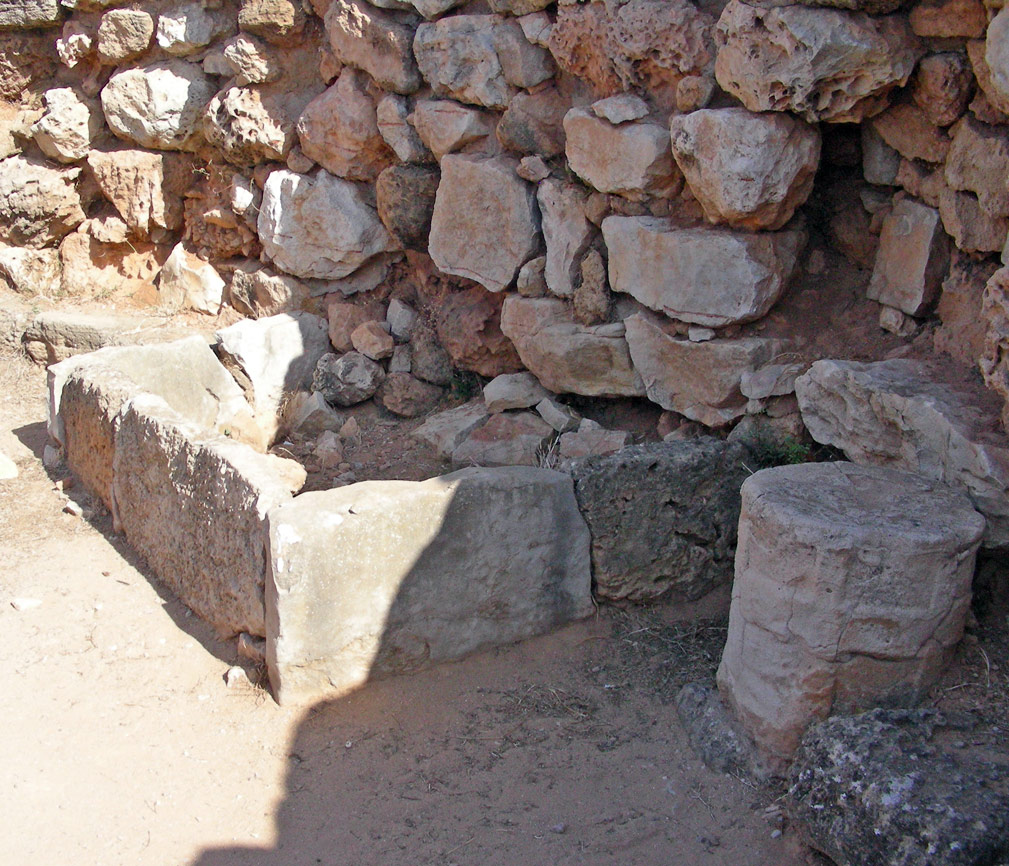
El seient del cap, el nínxol a la paret i un dipòsit de lloses
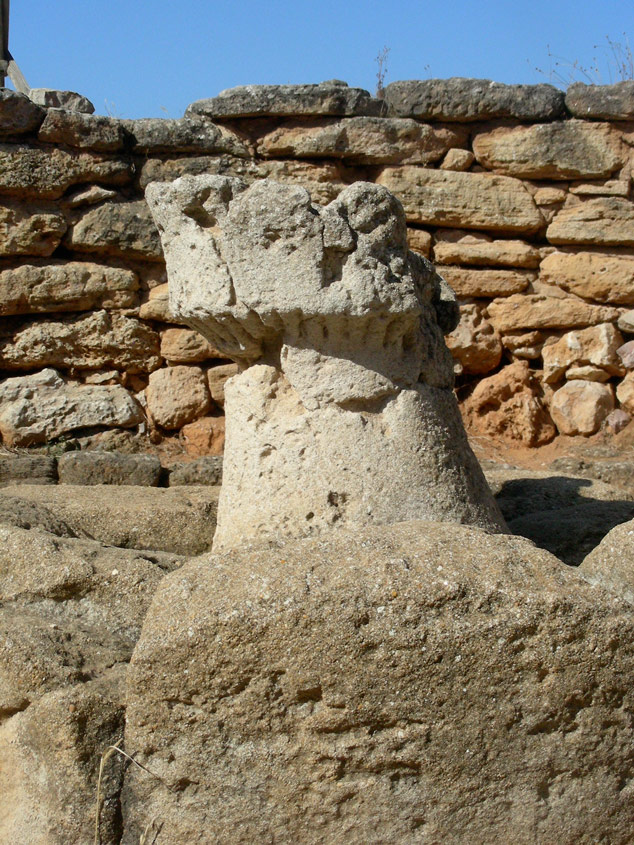
Altar central amb una còpia del petit model de la torre nurag
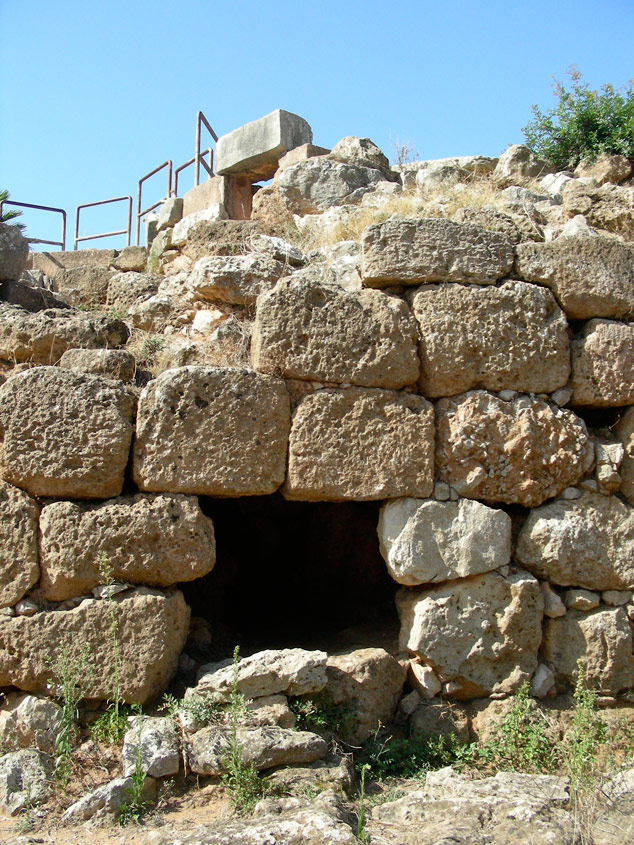
Porta del pati extern

### Tercera fase

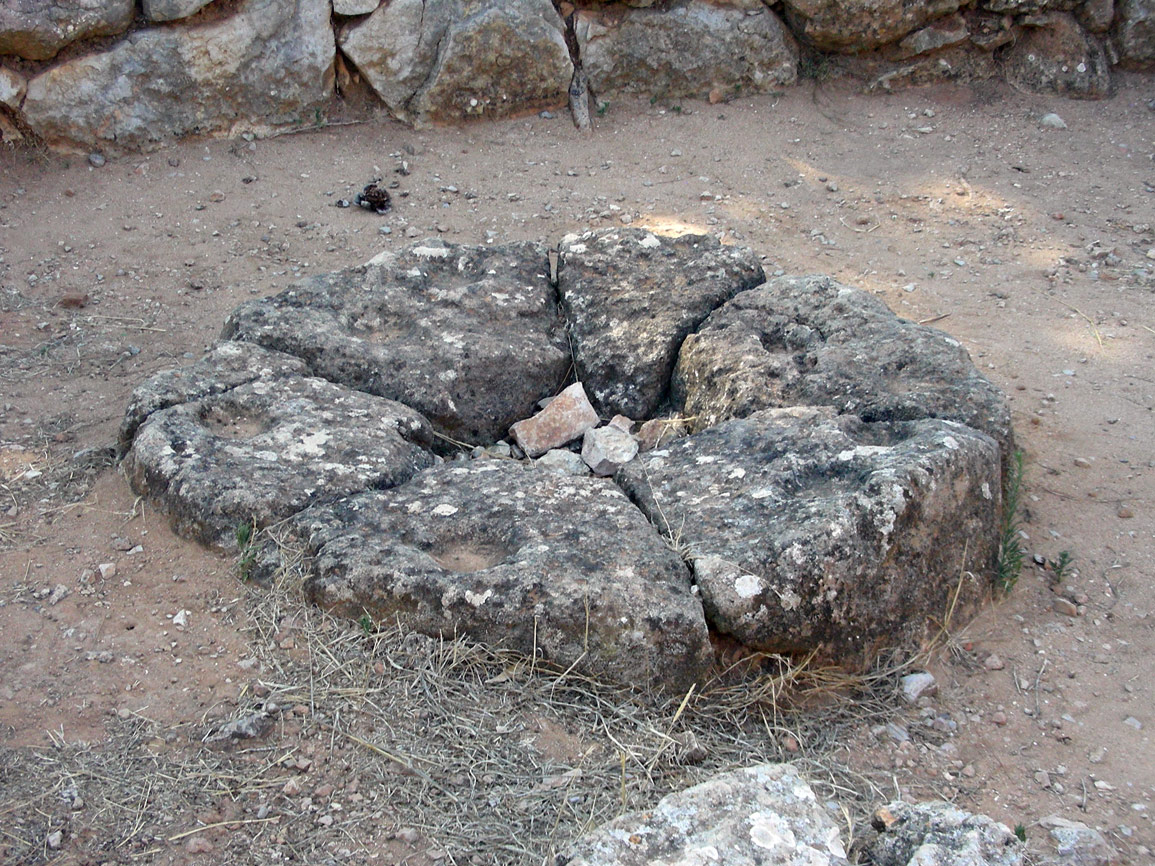
Boca de la sitja subterrània al pati extern

A la tercera etapa (segles IX i VIII aC), el nurag va ser cobert novament amb blocs de pedra calcària i es va construir al voltant seu un mur exterior amb quatre torres cabanyes, formant dos patis exteriors, dividits per una paret sense obertures. En un d'aquests patis, es va incloure la cabana de reunió, a l'altre es va trobar una sitja amb la boca realitzada amb blocs de pedra.

### Destrucció i excavacions arqueològiques
El vilatge va ser destruït pel foc, probablement a la fi del segle viii aC i va ser freqüentat successivament, de manera esporàdica, a l'època púnica i romana, com demostren algunes ceràmiques trobades, algunes de les quals amb ceràmica geomètrica i disseny geomètric, grans d'ambre i braçalets de bronze. Està documentat un ham de pesca per a recursos marins, a més a més dels productes agrícoles, la caça i la ramaderia, que també eren importants a Palmavera.
Les primeres excavacions van ser realitzades el 1905 per Antonio Taramelli, assistit per Philip Nissardi. El poble va ser descobert als anys 1961 i 1963 per William Maetzke, a la mateixa època que s'estaven efectuant els treballs de restauració de les restes dels nurags. Altres excavacions en el complex nuràgic estaven en mans d'Alberto Moravetti als anys 1976 - 1977; 1979; i 1986 - 1991.
Les excavacions han descobert al voltant de 50 habitacions diferents que es van utilitzar com de treball, emmagatzematge, habitatge o estables. Sobre la base de l'expansió del vilatge, la tesi s'ha establert que l'assentament de Palmavera va ser d'unes 150-200 cabanes, de dissenys predominantment rodons. Les cabanyes no mostren disposicions arquitectòniques particulars.